# リボーンの棋士
『リボーンの棋士』（リボーンのきし）は、鍋倉夫（なべくらお）による日本の漫画。『ビッグコミックスピリッツ』（小学館）にて2018年25号から2020年38号まで連載。将棋棋士を目指す人物を描き、元奨励会三段の鈴木肇（現・アマチュア選手兼将棋講師）が監修を行っている。

## 概要
2005年、当時会社員だった瀬川晶司が特例のプロ編入試験に合格して、翌2006年に制度化された棋士編入試験制度を題材にした漫画作品である。
29歳ころに先が見えずに漫画家生活をあきらめようと考えたこともある鍋倉夫自身にとっても初連載であり、アマ棋士からプロ棋士を目指す成長物語である本作の主人公に自身の境遇を重ねている。監修の鈴木肇もまた奨励会を年齢制限で退会、その後アマ名人までになった経験を持ち、将棋ライターの松本博文は作品テーマ性を「鈴木の存在そのもの」と記述している。
同時期の競合作品として、本作の連載開始と同時期に、本作と同じ棋士編入試験制度を題材にした漫画『将棋指す獣』（原作：左藤真通、漫画：市丸いろは、将棋監修：瀬川晶司）が『月刊コミックバンチ』7月号（新潮社、2018年5月21日発売）にて、連載開始している。

## あらすじ
実力は確かだったものの、「26歳までにプロ棋士にならなければならない」という年齢制限により奨励会を退会した安住浩一は、将棋からは遠ざかりカラオケ店でのアルバイト生活をしていた。だが、同じアルバイトの森麻衣から将棋イベントに誘われた安住は、史上5人目の中学生棋士として将来を期待されている明星陸六段に平手での指導対局で勝利を収める。
将棋への情熱と楽しさを思い出した安住は、同じく年齢制限でプロの道を閉ざされた土屋貴志と共に「プロ編入制度」により再度プロ棋士を目指す。だが、プロ編入試験受験に必要な条件は、「プロとの公式戦において、最も良いところから見て10勝以上。なおかつ6割5分以上の成績」という、奨励会以上に困難な道であった。
プロ編入するためには、アマチュアの大会で勝ち続けてプロ棋士との公式対局が許されるアマトップレベルの選手にならなくてはならない。全日本アマチュア将棋竜皇戦に参加した安住は、アマチュア最強と言われる東大卒のエリートサラリーマン片桐豊に勝利し、東京都代表になる。
さらなるレベルアップの必要を感じた安住と土屋は、古賀七段らの研究会に参加し、自分たちの知らない間に「新しい戦法」が生み出されていたことを実感する。最先端の将棋に触れる必要性を知った安住は、自らも「これまでにない新しい戦法」を生み出そうとするのであった。

## 登場人物

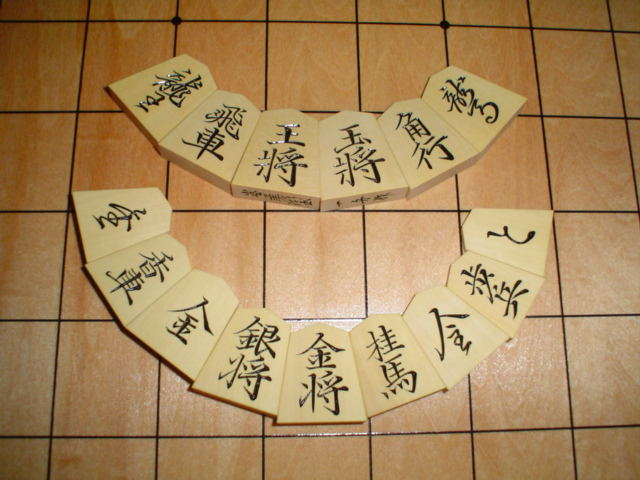
将棋の駒。

### 主要人物
安住浩一（あずみ こういち）
本作の主人公。年齢制限によりプロ棋士の夢を諦めカラオケ店でバイトする日々だったが、将棋熱が再燃。プロ編入を目指す。対局中に好手がひらめいた際、笑いを堪えるとも泣きを耐えるともつかない下手くそなポーカーフェイスを現すクセがある。
土屋貴志（つちや たかし）
安住と同じく元奨励会三段。根暗で後ろ向きな性格だが、自身は「その感情こそが自分の将棋を作り上げた」と考えている。奨励会退会後は親の経営する工場に勤務。退会後も将棋をやめられず、将棋道場で素人相手に憂さ晴らしをする日々だったが、安住との再会を機に前に進むことを決意、プロ編入を目指す。
森麻衣（もり まい）
俳優志望で棋士好きの女性。同じカラオケ店で働く安住に将棋を指すきっかけとなる一言を与えた。妹がいるが、将棋に全く興味がなく話が合わない。

### アマチュア棋士
片桐豊（かたぎり ゆたか）
アマ最強と目される人物で（アマ王匠・アマ名人・支部名人の三冠）段位はアマ六段、実力はプロ相手に5割の勝率を上げるレベル。東大卒のエリートサラリーマンだが、父親の説得で将棋棋士の道を諦めたことを後悔している。プロ編入を目指す。
大津新（おおつ あらた）
元奨励会三段。奨励会員全員参加のトーナメントで優勝するなどプロ入り確実と評されていたが、この先何十年と将棋を指し続ける自分をイメージできなかったという理由から17歳で突如退会、後に医者となる。安住とは奨励会で一度だけ対局しており完勝している。気まぐれで出場したアマ竜皇戦で全国大会に駒を進め、予選リーグで安住と当たる。対局後、安住を本物の将棋バカと評した。
川井正和（かわい まさかず）
中学生。生身の人間と指す機会に乏しく、対戦アプリ『将棋ロワイヤル』や将棋ソフトによって強くなり、戦局を（ソフトの）評価値に換算しながらの指し回しなど、独特の棋風を培った。実戦での比較対象がいなかったため、自分にプロ棋士を目指す資格があるかを知りたいがためにアマ竜皇戦に出場、全国大会では片桐を破る金星を挙げ、決勝進出を果たす。地方（福島）在住で父子家庭という事情もあり、奨励会に入ることには消極的。
高木（たかぎ）
安住の通う将棋道場の常連でアマ二段。安住らがアマ大会に参戦する前年には全国大会に駒を進めたりと相当の実力の持ち主で、アマ大会の常連出場者にも顔が利く。

### 棋士 / 奨励会員
加治（かじ）：竜皇
竜皇の他、玉座との二冠。幼少期から将棋道場でも負け知らずの実力だったが、こども将棋大会で安住に敗れた事をきっかけに母親も呆れるほど将棋に更に熱が入る。安住とは後に奨励会に同期で入会して以降、ライバルの関係だった。安住との対戦成績は五分だったが、普段の戦績から周辺の人物は「安住とは相性が悪い（加治の方が格上）」と評していた。
泉（いずみ）：七段
安住の奨励会退会時、「間違いなく実力はあった、プロになると思っていた」と退会を惜しんでいた。奨励会員時代、片桐の所属する将棋部でコーチをしていた事があり、片桐に奨励会についてアドバイスをしていた。
明星陸（あけぼし-）：六段
史上5人目の中学生プロ棋士で、タイトル挑戦の実力。安住とは奨励会で一度だけ対局しており完勝している。長髪で、対局の際本気になると髪を束ねて盤に向かう。五十嵐の台頭によって存在感が薄くなったことを自覚させられている。
伊達啓司（だて けいじ）：七段
安住の元師匠で、竜皇戦で一回戦の相手となった。かつては”求道者”とも呼ばれる孤高の存在だったが、病に倒れて以降は体力の衰えから成績は振るわず、C級1組まで降下。反面、育成や普及など棋界全体に目を向けるようになり、取っ付きにくさが消えてファンを増やしている。
望月（もちづき）：王匠
安住、土屋とは顔見知りの棋士で、アマ王匠戦での授賞式のため会場入りした際に土屋と再会。とりわけ土屋に対して馴れ馴れしく接し、土屋自身「何か気に食わねえ」と敵視している。性格は軽く、口は悪い。
五十嵐律（いがらし りつ）：棋竜
高校生棋士。竜皇戦で安住の連勝を止めた。安住との初対局時点では四段だったが、後に連勝を重ね七段となり、プロ棋士となってから1年足らずで棋竜のタイトルを獲得、一躍時の人となる。昔の棋士の著書を読み漁ったりアマ戦の棋譜を取り寄せるなど、その将棋への情熱に安住も打ちのめされた。
古賀実（こが みのる）：七段
土屋の奨励会時代の兄弟子で、安住と土屋を自身の研究会に受け入れる。当初は伸び悩んでいる高橋や宇野への”当て馬”として目論んでいたが、後に二人の実力を認めている。
小関忠夫（おぜき ただお）：六段
古賀の研究会所属。酒好きで向上心が無く感想戦にも真剣に取り組まないため、仲間内の評価は低い。
澤（さわ）：六段
古賀の研究会に所属しているが、安住らとの顔合わせ以降ほどなくして研究会に参加しなくなり、出番が一切無くなった。
宇野（うの）：三段
古賀の研究会所属、奨励会で唯一の女性会員。振り飛車党だが、対局で通用しなくなっている事を自覚しており伸び悩んでいる。安住らの研究会参加を最初こそ疑問に思っていたが、後に実力を認めて以降は、対局で安住の研究を盗用した小関を非難するなど、とりわけ安住に肩入れするようになった。
高橋（たかはし）：三段
古賀の研究会所属。大学卒業を間近に控え、年齢制限も見え始める時期にありながら伸び悩んでおり、古賀や土屋に叱咤されている。
堺（さかい）：四段
古賀の研究会所属、安住らとの初顔合わせ時点では奨励会三段。はっきり物を言う性格。研究会内での成績は良く、安住のアマ竜皇戦優勝と時期を同じくして四段に昇段した。明星とは同期で少なからず意識しているが「強い相手には目の色を変える（自分に眼中がない）から気に入らない」と敵視しており、いわゆる”出世頭をライバル視”といった様子はない。

## 作中に登場するタイトル・棋戦

### アマチュアタイトル・棋戦
アマ竜皇戦
ベスト4以上でプロの竜皇戦に参加できる。優勝者は三段リーグ編入試験を受けることができる。現実のアマ竜王戦がモデル。
アマ王匠戦
プロ棋戦（王匠戦）参加枠は決勝進出者の2名。
アマ名人
支部名人
アマ聖竜杯
ベスト8以上でプロの聖竜杯に参加できる。

### プロタイトル・棋戦
名人
竜皇
玉座
王匠
棋皇
棋竜
星雲戦
聖竜杯

## 書誌情報
- 鍋倉夫 『リボーンの棋士』 小学館 〈ビッグコミックス〉、全7巻
  1. 2018年9月28日発売[5]、ISBN 978-4-09-860093-9
  2. 2018年12月27日発売[6]、ISBN 978-4-09-860151-6
  3. 2019年4月26日発売[7]、ISBN 978-4-09-860300-8
  4. 2019年8月30日発売[8]、ISBN 978-4-09-860384-8
  5. 2019年12月26日発売[9]、ISBN 978-4-09-860466-1
  6. 2020年5月29日発売[10]、ISBN 978-4-09-860621-4
  7. 2020年8月28日発売[11]、ISBN 978-4-09-860699-3